# Roman Odzierzyński
Roman Władysław Odzierzyński (Leopoli, 28 febbraio 1892 – Londra, 9 luglio 1975) è stato un politico polacco, primo ministro del governo polacco in esilio.